# Spatalia pallida
Spatalia pallida är en fjärilsart som beskrevs av Wagner 1925. Spatalia pallida ingår i släktet Spatalia och familjen tandspinnare. Inga underarter finns listade i Catalogue of Life.